# Gafurow
Gafurow (tadż. Ғафуров) (w latach 1965–1978 Sowietabad) – osiedle typu miejskiego w Tadżykistanie (wilajet sogdyjski), stolica dystryktu Gafurow; 14 100 mieszkańców (2006). Ośrodek przemysłowy. Nazwa pochodzi od nazwiska Bobodżana Gafurowa.